# Splachnales
Splachnales, biljni red u razredu Bryopsida opisan tek 2003 godine. Sastoji se od dviju porodica. Ime je dobio po rodu Splachnum.
Porodica Splachnaceae nekada je klasificirana redu Funariales, a Meesiaceae u red Bryales

## Porodice
1. Meesiaceae Schimp.
2. Splachnaceae Grev. & Arn.